# Mattyasóc
Mattyasóc (szlovákul Liptovské Matiašovce) község Szlovákiában, a Zsolnai kerület Liptószentmiklósi járásában. Alsó- és Felsőmattyasóc egyesítésével keletkezett.

## Fekvése
Liptószentmiklóstól 14 km-re északnyugatra, a Kócs-hegység és a Nyugati-Tátra között, a Szuha-patak völgyében fekszik.

## Története
Határa már a hallstatti és a római korban is lakott volt. Alapítói határőrzők és pásztorok voltak.
1262-ben IV. Béla a Szélnye feletti erdős területet András besztercebányai bírónak adta. A falut először Felsőszélnyének nevezték. Későbbi nevét arról a Mátyásról kapta 1348-ban, aki 1287-ben IV. Lászlótól kapta a területet és elsőként telepedett le itt. Első írásos említése 1348-ban történt, mint Mátyás fiainak tulajdona. A 14. század végén már két falu, Alsó- és Felsőmattyasóc feküdt a területén. A korábbi Felsőszélnye lett Felsőmattyasóc, míg Mátyásfalvából lett Alsómattyasóc.
A trianoni diktátumig mindkét település Liptó vármegye Németlipcsei járásához tartozott.

## Népessége
| Év:            | 1994. | 2004.   | 2014.   | 2024.   |
| -------------- | ----- | ------- | ------- | ------- |
| Emberek száma: | 303   | 289     | 299     | 321     |
| Eltérés:       |       | -4,62 % | +3,46 % | +7,35 % |

| Év:            | 2023. | 2024.   |
| -------------- | ----- | ------- |
| Emberek száma: | 322   | 321     |
| Eltérés:       |       | -0,31 % |

1910-ben Alsómattyasócnak 190, Felsőmattyasócnak 103 szlovák anyanyelvű lakosa volt.
2001-ben 420 lakosából 417 szlovák volt.
2011-ben 300 lakosából 297 szlovák volt.
2021-ben 314 lakosából 311 (+1) szlovák, 1 egyéb és 2 ismeretlen nemzetiségű volt.

## Nevezetességei
- Szent László temploma a 16. század elején épült, 17. századi lőrésekkel, sarokbástyákkal ellátott erődfal védi.

## Külső hivatkozások
- Hivatalos oldal
- Községinfó
- Mattyasóc Szlovákia térképén
- E-obce.sk Archiválva 2008. március 5-i dátummal a Wayback Machine-ben

## Lásd még
- Alsómattyasóc
- Felsőmattyasóc